# Quận Bulloch, Georgia
Quận Bulloch là một quận trong tiểu bang Georgia, Hoa Kỳ. Quận lỵ đóng ở thành phố Statesboro 6. Theo điều tra dân số năm 2010 của Cục điều tra dân số Hoa Kỳ, quận có dân số 70.217 người 2.